# Pablo Arrarte
Pablo Arrarte Elorza, también conocido como Patán (Santander, Cantabria, 11 de noviembre de 1980), es un regatista español. Es el actual patrón del Team WindWhisper que compite en The Ocean Race 2023.

## Juegos Olímpicos
Participó en los Juegos Olímpicos de Atenas 2004 como tripulante de Roberto Bermúdez de Castro en la clase Star, clasificándose en el décimo puesto final.

## Vela oceánica
Debutó en la Volvo Ocean Race 2008-09 a bordo del "Telefónica Azul", del Team Telefónica, patroneado por Bouwe Bekking. En la Volvo Ocean Race 2011-12 estuvo a la caña del "Telefónica", también del Team Telefónica. En la Volvo Ocean Race 2014-15 fichó por el Team Brunel, y en la Volvo Ocean Race 2017-18 por el Mapfre de Xabier Fernández.